# ボイス (ロケーションコーディネート)
株式会社ボイス（英名：VOICE JAPAN INC.）は、海外諸国での撮影ロケーションコーディネーターである。

## 概要
南アフリカ共和国ヨハネスブルグのツアーオペレーターに所属していた川村誠が、1996年に創業した。
テレビ番組や広告、新聞や雑誌などの海外撮影・取材のコーディネートを専門とする。
2012年、「サザンアフリカエージェンシー」から「ボイス」へ社名変更。

## 沿革
- 1996年12月 - 渋谷区原宿に株式会社南アフリカエージェンシー設立。南部アフリカの撮影コーディネート開始。
- 1999年5月 - 新宿区神楽坂に株式会社サザンアフリカエージェンシー設立。
- 2001年7月 - 東アフリカ・西アフリカ・北アフリカの撮影コーディネート開始。
- 2006年2月 - 新宿区神楽坂から中央区日本橋茅場町へ本社を移転。
- 2008年4月 - 中央区茅場町から中央区日本橋中洲へ本社を移転。
- 2012年4月 - 株式会社サザンアフリカエージェンシーから株式会社ボイスへ改称。アフリカ以外諸国の撮影コーディネート開始。